# Meloni-kormány
A Meloni-kormány az Olasz Köztársaság hatvannyolcadik felelős kormánya. A kabinet miniszterelnöki pozícióját betöltő Giorgia Meloni az első olyan olasz nő, aki kormányfői tisztséget tölt be. Hivatalosan 2022. október 22-én alakult meg, az összes tagja még aznap letette a hivatali esküt.

## Pártok szerinti összetétele
| - Olaszország Fivérei | 10 |
| - Liga                | 5  |
| - Forza Italia        | 5  |
| - Függetlenek         | 5  |

## Összetétele
| Hivatal                                                                              | Kép | Név                      | Terminus            | Párt | Párt                |
| ------------------------------------------------------------------------------------ | --- | ------------------------ | ------------------- | ---- | ------------------- |
| Miniszterelnök                                                                       |     | Giorgia Meloni           | 2022. október 22. – |      | Olaszország Fivérei |
|                                                                                      |     |                          |                     |      |                     |
| Miniszterelnök-helyettesek                                                           |     | Antonio Tajani           | 2022. október 22. – |      | Forza Italia        |
| Miniszterelnök-helyettesek                                                           |     | Matteo Salvini           | 2022. október 22. – |      | Liga                |
|                                                                                      |     |                          |                     |      |                     |
| Külügyminiszter                                                                      |     | Antonio Tajani           | 2022. október 22. – |      | Forza Italia        |
| Belügyminiszter                                                                      |     | Matteo Piantedosi        | 2022. október 22. – |      | Független           |
| Igazságügyminiszter                                                                  |     | Carlo Nordio             | 2022. október 22. – |      | Olaszország Fivérei |
| Védelmi miniszter                                                                    |     | Guido Crosetto           | 2022. október 22. – |      | Olaszország Fivérei |
| Gazdasági és pénzügyminiszter                                                        |     | Giancarlo Giorgetti      | 2022. október 22. – |      | Liga                |
| Üzletért felelős miniszter                                                           |     | Adolfo Urso              | 2022. október 22. – |      | Olaszország Fivérei |
| Agrár, élelmezési, szuverenitásért, és erdőügyekért felelős miniszter                |     | Francesco Lollobrigida   | 2022. október 22. – |      | Olaszország Fivérei |
| Környezetért és energiabiztonságért felelős miniszter                                |     | Gilberto Pichetto Fratin | 2022. október 22. – |      | Forza Italia        |
| Infrastruktúráért és közlekedésért felelős miniszter                                 |     | Matteo Salvini           | 2022. október 22. – |      | Liga                |
| Munkaügyi és szociális intézkedésekért felelős miniszter                             |     | Marina Elvira Calderone  | 2022. október 22. – |      | Független           |
| Oktatásért és érdemekért felelős miniszter                                           |     | Giuseppe Valditara       | 2022. október 22. – |      | Liga                |
| Egyetemekért és kutatásért felelős miniszter                                         |     | Anna Maria Bernini       | 2022. október 22. – |      | Forza Italia        |
| Kultúraügyi miniszter                                                                |     | Gennaro Sangiuliano      | 2022. október 22. – |      | Független           |
| Egészségügyminiszter                                                                 |     | Orazio Schillaci         | 2022. október 22. – |      | Független           |
| Turisztikai miniszter                                                                |     | Daniela Santanchè        | 2022. október 22. – |      | Olaszország Fivérei |
|                                                                                      |     |                          |                     |      |                     |
| Parlamenti kapcsolatokért felelős miniszter (Tárcanélküli)                           |     | Luca Ciriani             | 2022. október 22. – |      | Olaszország Fivérei |
| Közigazgatásért felelős miniszter (Tárcanélküli)                                     |     | Paolo Zangrillo          | 2022. október 22. – |      | Forza Italia        |
| Regionális ügyekért és autonómiákért felelős miniszter (Tárcanélküli)                |     | Roberto Calderoli        | 2022. október 22. – |      | Liga                |
| Polgárvédelmi és tengerpolitikai miniszter (Tárcanélküli)                            |     | Nello Musumeci           | 2022. október 22. – |      | Olaszország Fivérei |
| Európai Ügyekért, Délért és kohéziós politikáért felelős miniszter (Tárcanélküli)    |     | Raffaele Fitto           | 2022. október 22. – |      | Olaszország Fivérei |
| Sport és ifjúsági miniszter (Tárcanélküli)                                           |     | Andrea Abodi             | 2022. október 22. – |      | Független           |
| Családügyekért, születésekért és esélyegyenlőségért felelős miniszter (Tárcanélküli) |     | Eugenia Roccella         | 2022. október 22. – |      | Olaszország Fivérei |
| Fogyatékosügyi miniszter (Tárcanélküli)                                              |     | Alessandra Locatelli     | 2022. október 22. – |      | Liga                |
| Intézményreform-miniszter (Tárcanélküli)                                             |     | Elisabetta Casellati     | 2022. október 22. – |      | Forza Italia        |
|                                                                                      |     |                          |                     |      |                     |
| A Minisztertanács titkára                                                            |     | Alfredo Mantovano        | 2022. október 22. – |      | Független           |

## Fordítás
Ez a szócikk részben vagy egészben  a   Meloni government című angol Wikipédia-szócikk ezen változatának fordításán alapul.  Az eredeti cikk szerkesztőit annak laptörténete sorolja fel. Ez a jelzés csupán a megfogalmazás eredetét és a szerzői jogokat jelzi, nem szolgál a cikkben szereplő információk forrásmegjelöléseként.